# 床盃
床盃、または、床杯（とこさかずき）は、新婚夫婦が結婚初夜に寝所で盃を交わす日本の風習。近世ころの文献に見える。
最もプライベートな空間で行なわれることであり、守るべき礼式、作法は示されていない。
祝言のなかで、三三九度の盃事、親子盃、総盃が終わり、本膳に及ぶとき、夫婦は閨に赴く。まず小盃を夫から開き、妻に指盃する。媒酌人が受け取って妻に盃を運ぶ。次に中盃、次に大盃とかえて前と同じくする。のち媒酌人は席を立ち退き、部屋侍女は夫婦を寝に就かせる。
伊勢貞丈の『貞丈雑記』には、「今時婚礼の夜、床盃と名付けて夫婦寝室に入りて盃を取りかはし酒を飲むに法式ある様にいふ。然れ共古はなき事にて、当世のはやり事なり。ねやにて打とけて夫婦酒のむ事に法式はなし。ねながら酒などのむ事、下々の賎き者などはさやうの不行儀なる事をするなり。よき人などはせぬ事なり」とある。
一説に、遊女を一夜妻とみなして、嫖客とさかずきの式をおこなう風があったので、この遊廓の風からおこったという。
その方法は、新夫婦の寝床を東枕にして、新郎の床を上座に、新婦の床を下座にとり、新夫婦の前に巻を載せた三方と盃1個を載せた三方と銚子とを持ち出、冷酒で盃事を行なう。盃は新郎が一献飲んで新婦にさし、新婦はこれを受けてまた新郎にさし、新郎がさらに一献飲んで盃を納める。酌人の役は、女中、待女郎、また場合によっては媒酌人の妻がする。盃事が済むと、待女郎が新夫婦を寝床に導く。これに床入りが続く。